# Ikkō-ikki
Gli Ikkō-Ikki (一向 一 揆? letteralmente "Rivolta Ikkō-shū") furono gruppi di ribelli autonomi che si opposero al governo dei daimyō durante il periodo Sengoku (XV e XVI secolo) in Giappone. Formati principalmente da contadini, monaci buddisti, sacerdoti shintoisti e nobili locali, seguirono la corrente della Terra Pura, la quale insegna che tutti i credenti sono ugualmente salvati dalla grazia del Amitabha Buddha. La persona che ebbe più influenza su di loro fu il monaco Rennyo, l'allora Monshu della setta Jōdo Shinshū del tempio Hongan-ji. Tuttavia, le attitudini di Rennyo nei confronti degli Ikkō-ikki furono molto ambigue e pragmatiche. Benché si servì degli Ikkō-ikki per la difesa degli insediamenti del suo tempio, egli fu anche attento dal prendere le distanze dal movimento Ikkō nel suo insieme, e dalla violenza in particolare.

## Storia
Secondo lo storico e diplomatico britannico Sir Sansom: "La setta Ikkō di Nembutsu, ... è una branca del culto di Amida costruito sugli insegnamenti di Shinran in una dottrina bellicosa di salvezza attraverso la fede". Nel XIII secolo, i jizamurai ("Samurai di campagna"), una piccola nuova classe di proprietari terrieri, "formarono alleanze (ikki) per la difesa reciproca"; poiché provenienti da famiglie di rinomati samurai e già da tempo insediati nelle loro terre, questi nuovi latifondisti erano determinati a proteggere i loro interessi, sia economici che sociali, contro i nuovi signori. Sempre secondo Sansom, la Shirahata-Ikki, "Rivolta della Bandiera Bianca", e la Mikazuki-Ikki, "Rivolta della Luna Crescente", furono esempio di numerose insurrezioni nei confronti dello Shogunato Ashikaga. Le rivolte che comprendevano un'intera provincia erano chiamate Kuni-Ikki (国一揆, "regione in rivolta"). Le principali rivolte scoppiarono nel 1351, 1353, 1369, 1377, 1384–86, e 1366–69. I moti del XV secolo, detti Tsuchi-Ikki o Do-Ikki, pare furono quelli meglio organizzati e in cui i contadini giocarono un ruolo fondamentale. Conclusa la guerra Ōnin nel 1477, molti dei membri delle numerose Ikki occuparono monasteri e santuari, e "avrebbero fatto risuonare le campane giorno e notte, nella speranza di terrorizzare i ricchi cittadini", secondo Sansom.
Gli Ikkō-ikki, agli inizi, seguirono gli insegnamenti di Rennyo in maniera disomogenea e disorganizzata. Il suo lavoro missionario, e la sua nomina alla carica di abate del Hongan-ji di Kyoto nel 1457, gli permisero di "esprimere in parole e opere" le sue opinioni eterodosse. Nel 1456, Rennyo fu costretto a fuggire da Kyoto, e a fondare un nuovo tempio Hongan-ji, lo Yoshizaki-gobō, nella provincia di Echizen nel 1471. Fu in questo tempio che egli iniziò ad attrarre un folto seguito tra villici e contadini. Nel 1486 circa, scoppiò la prima ribellione armata organizzata dagli Ikkō-Ikki. Durante i moti di Kaga i ribelli rovesciarono il governo della provincia e ne presero il controllo; per la prima volta nella storia giapponese si vide a Kanazawa una provincia autogovernata da masse contadine.
Nel 1506, gli Ikkō-ikki si scontrarono con Asakura Norikage nella Battaglia di Kuzuryūgawa e, nel 1536, sconfissero Nagao Tamekage nella battaglia di Sendanno. Nel 1555, si scontrarono nuovamente con Asakura Norikage nella battaglia di Daishoji.
Rennyo era un pacifista e predicava il pacifismo ma assecondava l'autodifesa. Durante il Sengoku Jidai (periodo degli stati belligeranti), I daimyō combattevano quasi costantemente gli uni contro gl'altri per la conquista del Giappone; per questo motivo, Rennyo si assicurò quindi che i templi associati alla setta fossero ben fortificati e difesi da eventuali aggressori. Benché furono la sua popolarità e i suoi insegnamenti populisti a ispirare lo zelo religioso che alimentarono le insurrezioni degli Ikkō-ikki, Rennyo non sostenne né appoggiò mai apertamente la causa dei militanti di Amida. Dopo la morte di Rennyo avvenuta nel 1499, tuttavia, i moti non cessarono e la setta Jōdo Shinshū, da lui fondata, raccolse sempre più fedeli. In seguito, il culto si stabilì nella fortezza di Ishiyama Hongan-ji, appena fuori Osaka, ed a Nagashima, nel confine tra le province di Owari e Ise oltre che in molteplici templi nella provincia di Mikawa.
Verso la fine del XVI secolo, tuttavia, il gran numero di seguaci e il potenziale bellico di cui la setta disponeva, destarono le attenzioni e la preoccupazioni dei signori della guerra del tempo. Nel 1564, il futuro Shōgun, Tokugawa Ieyasu, credeva che i monaci guerrieri (僧兵, "sōhei") della provincia di Mikawa si sarebbero presto ribellati e conquistato la provincia, per questo motivo li attaccò preventivamente con l'aiuto dei monaci Jōdo-shū e li sconfisse nella Battaglia di Azukizaka.

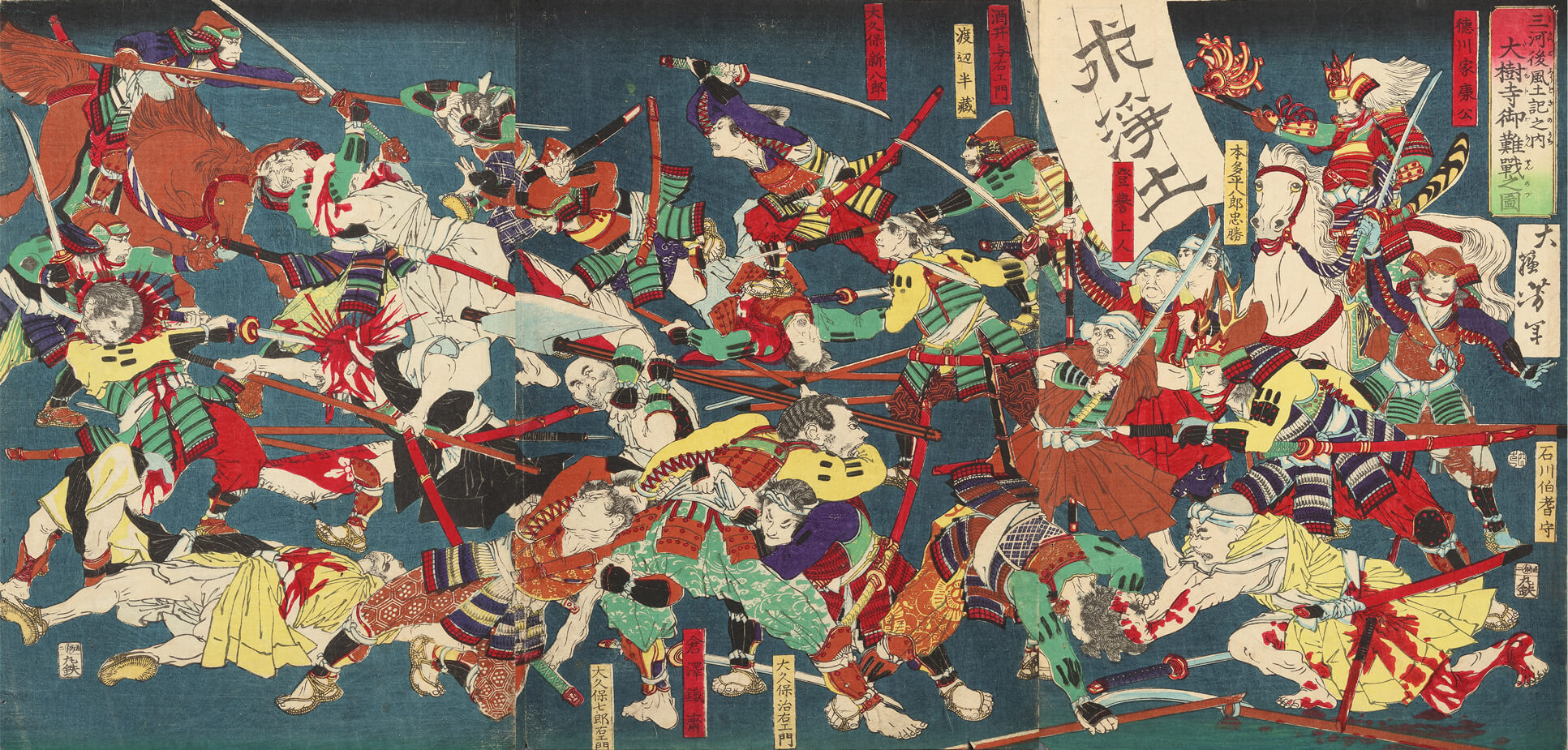
La Battaglia di Azukizaka nel momentro culminante dello scontro tra Ieyasu e gli Ikki.

Gli ikki attirarono le preoccupazioni di Tokugawa Ieyasu e Oda Nobunaga più per la minaccia politica ed economica che rappresentavano, che per la loro forza militare. La roccaforte di Ishiyama Hongan-ji e altre roccaforti delle loro sedi erano collocate soprattutto lungo rotte commerciali principali ed occupavano, inoltre, le stesse terre che Nobunaga desiderava conquistare. Nel Giappone occidentale, gran parte delle strade che portassero all'allora capitale Kyoto, era controllata dagli Ikki o da loro alleati, e le tendenze populiste del movimento davano loro un importante potere economico. Nobunaga in particolare era interessato alla distruzione della setta di Amida per queste ragioni, ma anche perché erano alleati con molti dei suoi nemici e rivali. Ashikaga Yoshiaki, che fu inizialmente sostenuto come pretendente Shōgun da Nobunaga, si coalizzò con gli Ikki quando il rapporto tra i due si inasprì. Gli ikki avevano anche potenti alleati come il clan Mōri, il clan Azai e il clan Asakura. Nell'agosto del 1575, nella roccaforte degli Asakura della provincia di Echizen, nell'odierna prefettura di Fukui, Nobunaga ordinò ai suoi generali di uccidere la popolazione locale del villaggio di Ajimano come riportato nello Shinchō kōki. Le fortezze di Ishiyama Hongan-ji e Nagashima furono assediate più volte dalle forze di Oda Nobunaga, il quale, dopo diversi tentativi falliti di conquistare ogni fortezza, vi riuscì.
Negli anni 1580, l'ultimo degli Ikkō-Ikki si alleò con Toyotomi Hideyoshi e combatté al fianco delle sue forze contro i monaci guerrieri di altre sette.

## Mon (emblema)
Anche se non vi era alcuna relazione tra i due, il mon in uso nel clan Nanbu della provincia di Kai e negli Ikkō-Ikki era la cosiddetta "bandiera Tsurumaru". Il mon degli ikki raffigurava due gru racchiuse da un cerchio su fondo dorato e fu usato come bandiera di guerra durante la difesa delle fortezze di Ishiyama Hongan-ji e Nagashima contro Nobunaga.

## Armi, addestramento e filosofia di vita
Le truppe Ikkō-ikki del XVI secolo, per via delle loro origini di agricoltori, usarono armature ed armi molto varie. Molti indossavano le tradizionali vesti da monaco, accompagnati da diverse tipologie di armature. Mentre alcuni portavano diversi tipi di elmo, altri optarono per il cappello di paglia e il mantello da contadino. Le naginata erano le armi più comuni, oltre a vari tipi di spade e pugnali, ed un numero limitato di archibugi. Per ultimo, benché non fosse veramente armatura né arma, un arnese comunemente brandito dai monaci guerrieri Ikkō-Ikki era uno stendardo con uno slogan buddista scritto sopra. Alcuni degli slogan più comuni erano il canto nembutsu "Lode al Buddha Amitabha" (南 無 阿 弥陀 仏?, Namu Amida Butsu) oppure "Colui che avanza è sicuro della salvezza, colui che si ritira andrà all'inferno".
In risposta agli Ikkō-ikki il buddismo Shin fu perseguitato; per questo motivo vennero create sette segrete di kakure nenbutsu.